# Döhrener Wollwäscherei und -kämmerei

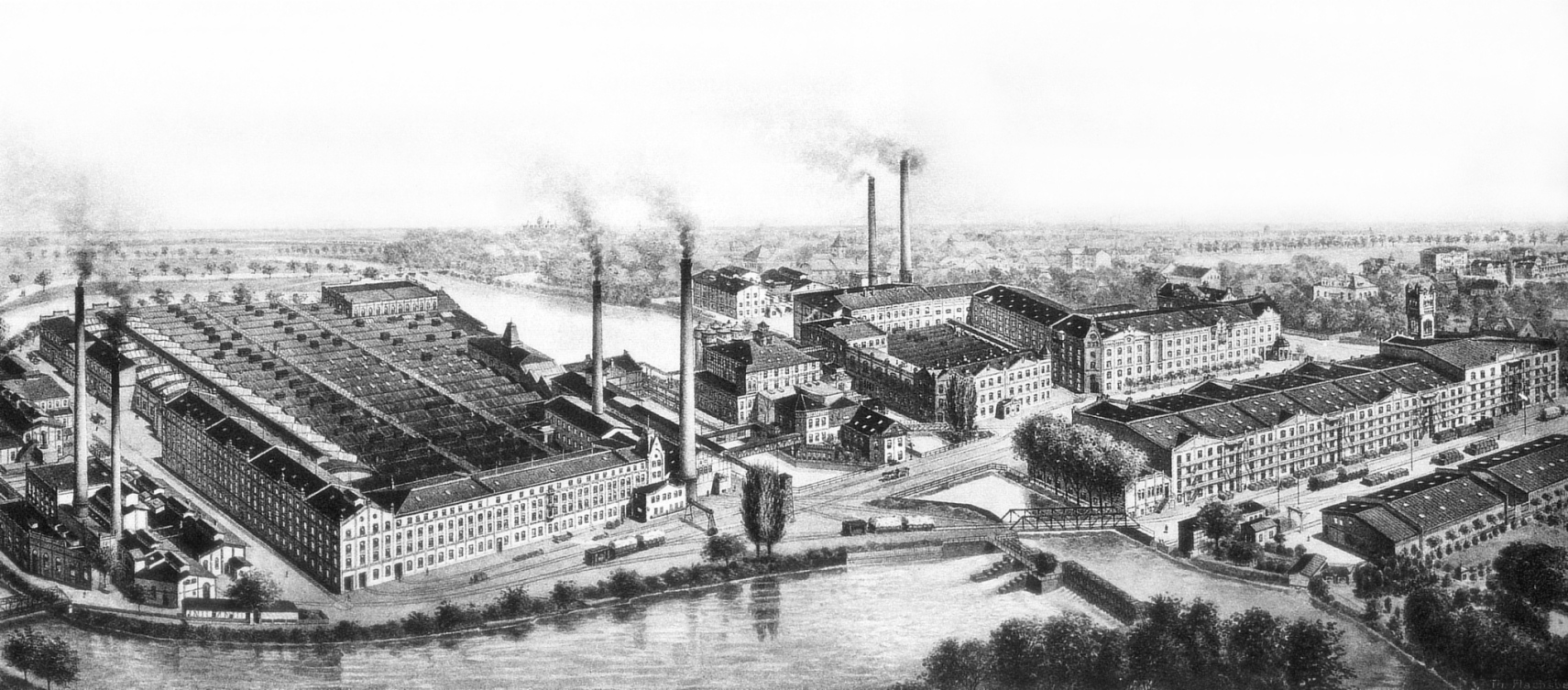
Werksgelände um 1900

Die Döhrener Wollwäscherei und -kämmerei, auch Döhrener Wolle oder Wollwäscherei und -kämmerei (W W & K) genannt, in Hannover war die erste deutsche Fabrikationsstätte zur mechanischen Reinigung von Wolle. Die ausgedehnten Werksbauten des 1868 gegründeten Unternehmens befanden sich am Fluss Leine sowie auf der Leineinsel Döhren im heutigen Stadtteil Döhren. Nach der Betriebsstilllegung 1973 wichen die Bauten weitgehend einer modernen Wohnbebauung.

## Gründung und Produktion

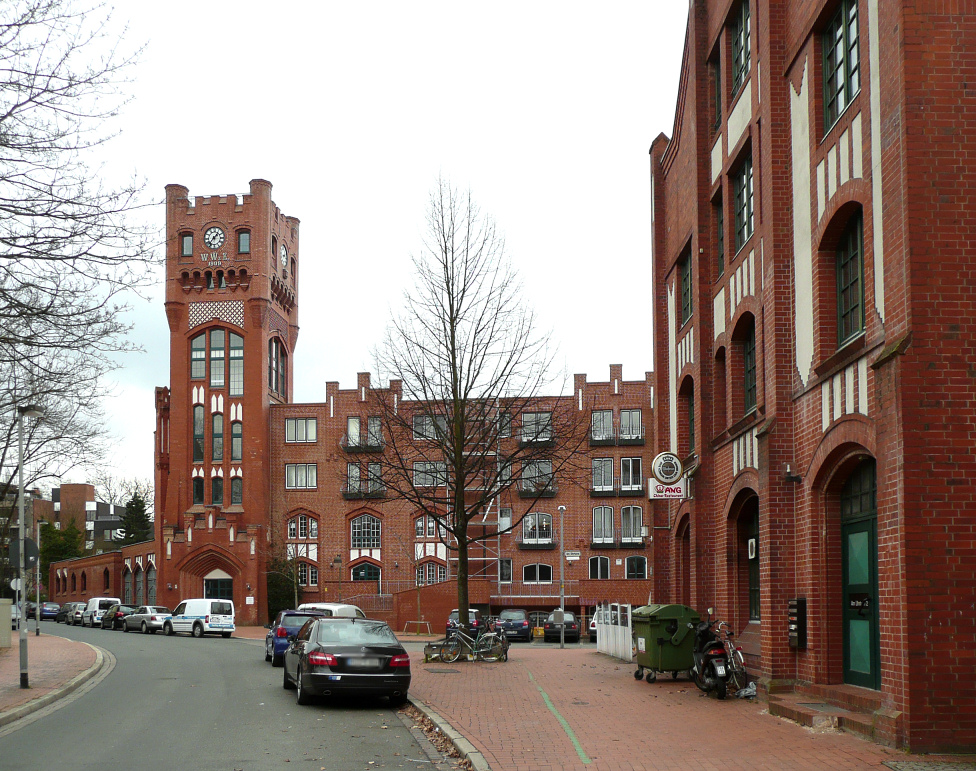
Uhrturm der Döhrener Wolle von 1909 mit der Aufschrift W W & K

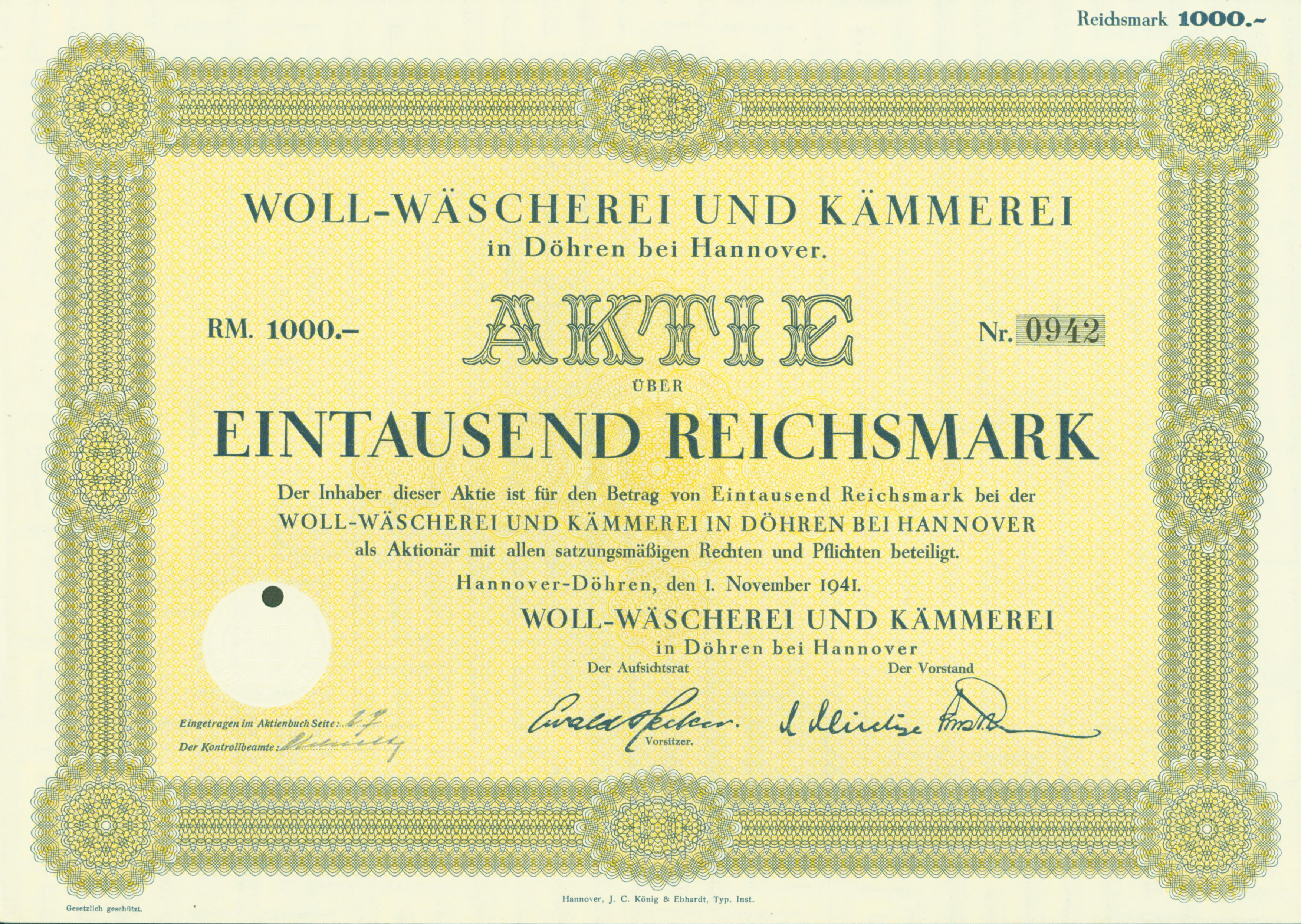
Aktie über 1000 RM der Woll-Wäscherei und Kämmerei in Döhren bei Hannover vom 1. November 1941

Der Flachsspinnereibesitzer George Stelling gründete 1868 in Döhren nach Ankauf des Mühlenhofs nahe der Döhrener Mühle an der Leine eine Wollwäscherei zum Waschen von Wolle. 1872 übernahm eine Aktiengesellschaft sein Unternehmen und richtete zusätzlich eine Wollkämmerei zum Kämmen der Wolle ein. Die Vorzüge des Standortes lagen in der vorhandenen Wasserkraft der Leine, verstärkt durch das 1667 von Johann Duve angelegte Wehr, und in der Anbindung an die Eisenbahn über den Bahnhof Wülfel. Das Werksgelände wurde im Laufe der Zeit auf 7,5 ha mit Fabrikgebäuden eng bebaut.
Die Fabrikationsstätte reinigte als erstes deutsches Unternehmen Schafwolle aus wollproduzierenden Ländern, wie Australien, Neuseeland, Südafrika. Auch wurde die Wolle zum Weiterverspinnen gekämmt. Die Döhrener Wolle führte das Reinigen und Kämmen in Lohnarbeit für Spinnereien durch. Bis dahin wurden diese Vorstufen zur Garnherstellung in Frankreich ausgeführt. Die beim Waschen der Rohwolle anfallenden Abfallprodukte wurden in Döhren zu Nebenprodukten weiterverarbeitet. Eine Fettfabrik entzog dem Waschwasser Wollfett, aus dem Wollfettsäuren, Neutralfette und Lanolin für die Kosmetik- und Pharmaindustrie hergestellt wurden. Die Kalium-Verbindungen in der eingedickten Waschlauge wurden zur Herstellung von Pottasche genutzt.
Wegen der günstigen Lage an der Leine, die ausreichend Wasser zum Waschen der Wolle lieferte, entwickelte sich die Döhrener Wollwäscherei und -kämmerei schnell zum Großbetrieb. Die Waschkessel wurden mit Kohle aus dem Deister befeuert, ein Wasserkraftwerk lieferte elektrischen Strom aus dem aufgestauten Wasser der Leine. Auf dem wirtschaftlichen Höhepunkt in den 1920er Jahren verarbeiteten die Wäscherei 50 Tonnen Rohwolle und die Kämmerei 90 Tonnen täglich. Der Transport der Rohwaren, Fertigwaren und Kohle erfolgte mit einer eigenen Werksbahn.

## Beschäftigte
Nach 16 Jahren des Bestehens hatte die Fabrik 1884 bereits 1.000 Mitarbeiter, 1910 waren es doppelt so viele. Fast die Hälfte der Arbeitsplätze hatten Frauen inne. Da in der Gegend nicht genügend Arbeitskräfte zur Verfügung standen, wurden sie in wirtschaftlich unterentwickelten Gebieten im südlichen Niedersachsen, unter anderem im Eichsfeld, angeworben. Für die vielen Arbeitskräfte errichtete das Unternehmen zwischen 1872 und 1925 am Werksgelände eine Werkssiedlung mit 250 Wohnungen. Der Bereich der Arbeitersiedlung wurde Döhrener Jammer genannt.

## 20. Jahrhundert und Niedergang

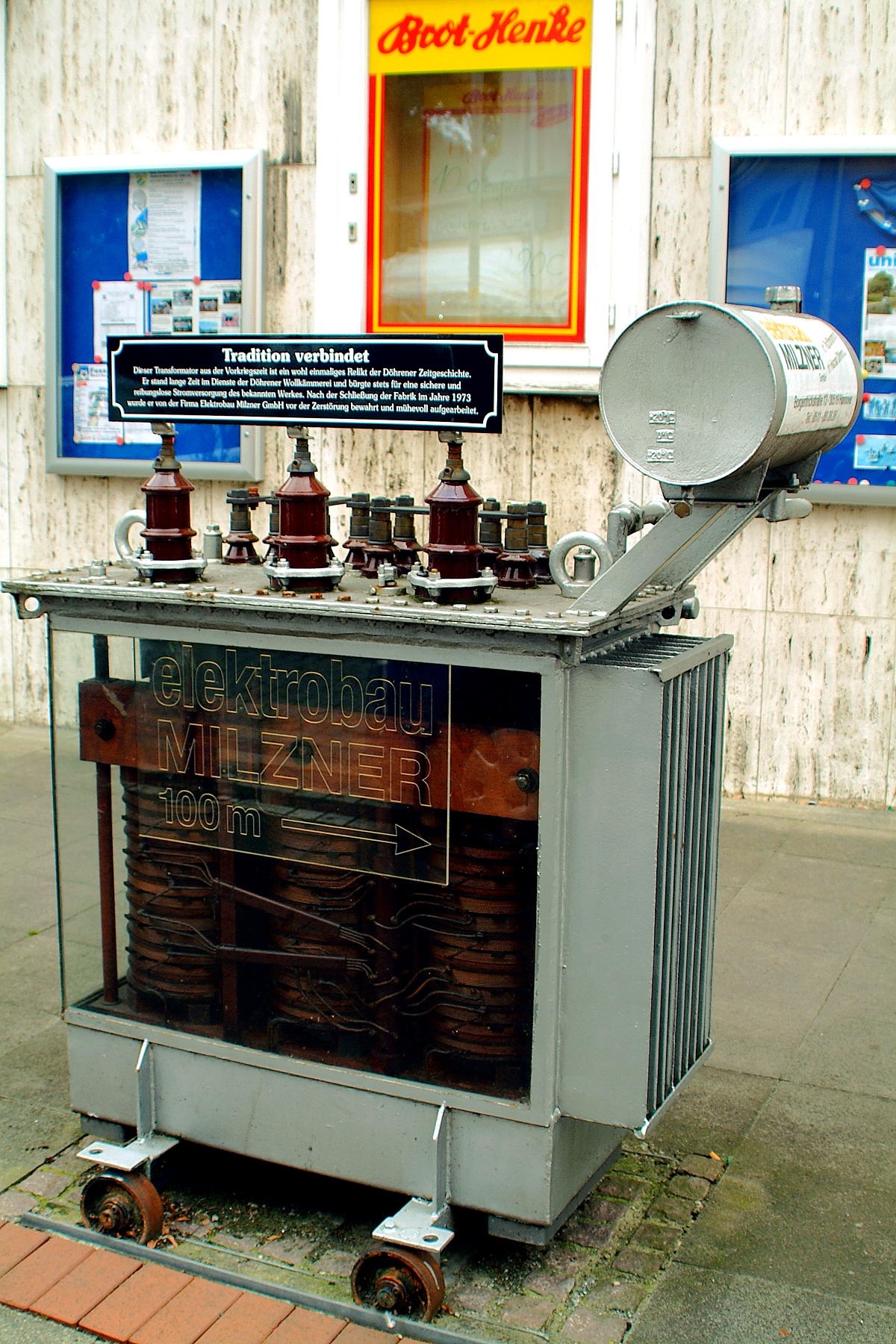
Transformator der 1973 geschlossenen Döhrener Wollwäscherei und -kämmerei, ausgestellt an der Ecke Borgentrickstraße/Hildesheimer Straße

Bei den Luftangriffen auf Hannover im Zweiten Weltkrieg wurden die Fabrikationsanlagen zu zwei Dritteln zerstört. Nach dem Wiederaufbau war die Produktionsmenge und die Beschäftigtenzahl Mitte der 1950er Jahre wieder auf Vorkriegsniveau. Wegen der aufkommenden synthetischen Fasern befand sich das Unternehmen ab den 1960er Jahren im Abstieg. 1968 wurde die Strickgarnproduktion eingestellt.
1969 kam es zu einem Großbrand auf dem Gelände, der erst nach 3 Tagen unter Kontrolle gebracht werden konnte. Dabei wurden zahlreiche Lagerhallen zerstört.
Als 1972 eine Münchner Investorengruppe die Aktienmehrheit des Unternehmens erlangte, gab es nur noch 820 Beschäftigte. Die Investoren lösten das Unternehmen auf und veräußerten das Werksgelände mit der gesamten Bebauung für 50 Millionen DM an das Wohnungsunternehmen Neue Heimat. Anschließend wurden fast alle Betriebsgebäude abgerissen. In den 1980er Jahren entstand auf dem Werksgelände im Bereich der Leineinsel eine Neubausiedlung mit etwa 1.000 Wohneinheiten.

## Heute
Durch ihre idyllische Lage an der Leine und auf einer Leineinsel ist die moderne Wohnbebauung heute ein ruhiges Wohnquartier. Der markanteste Überrest der früheren Werksgebäude ist der inzwischen denkmalgeschützte hohe Uhrturm von 1909. Mit Zinnen, Ecktürmen und Wehrgang gilt er als Erkennungszeichen der Döhrener Wolle. Der Turm diente der früheren Werkfeuerwehr als Schlauchturm. An die Westseite des Turmes grenzt ein ehemaliges Lagerhaus. Im Zuge der Umgestaltung des Areals wurde das Lagerhaus im gleichen Stil erweitert und zum Wohnhaus umfunktioniert.
Gegenüber dem Turm besteht noch das frühere Eingangsgebäude mit einem kleinen Pförtnerhaus, letzteres mit einem mehrfach abgeschrägten Glockendach. Die Bauten entstanden etwa zur gleichen Zeit wie der Uhrturm. Im Krieg wurden die oberen beiden Stockwerke des viergeschossigen Eingangsgebäudes zerstört, erst einige Jahrzehnte später rekonstruierte man sie. Das einstige Turbinenhaus des Wasserkraftwerks dient heute als Brücke für die Fahrzeugzufahrt zur Wohnbebauung auf der Leineinsel.
Auch die ehemalige Direktorenvilla sowie Teile der erhaltenen Arbeitersiedlung sind als erhaltenswerte Baudenkmale geschützt.

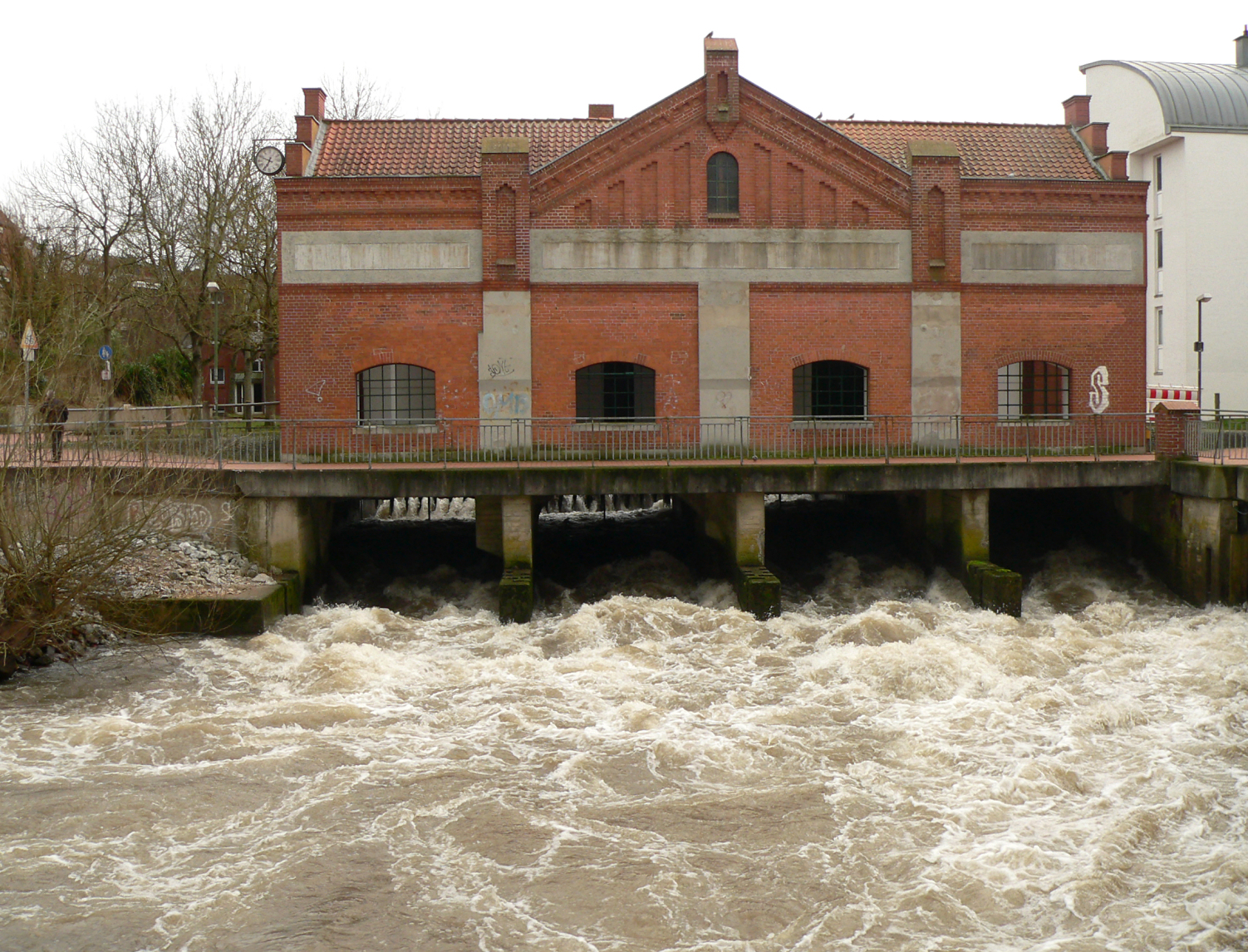
Turbinenhaus des ehemaligen Wasserkraftwerks bei Hochwasser der Leine
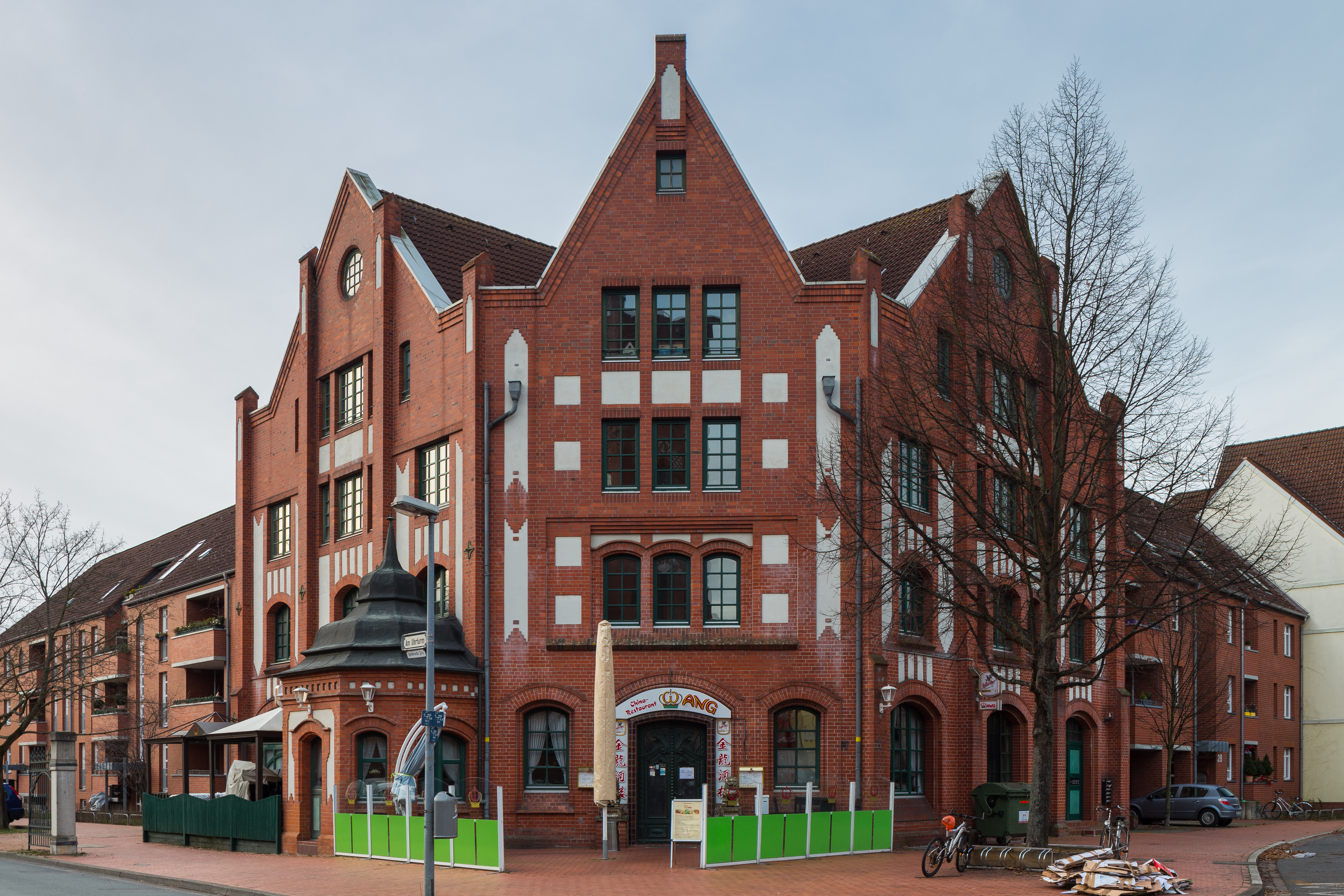
Eingangsgebäude mit Pförtnerhaus (links)
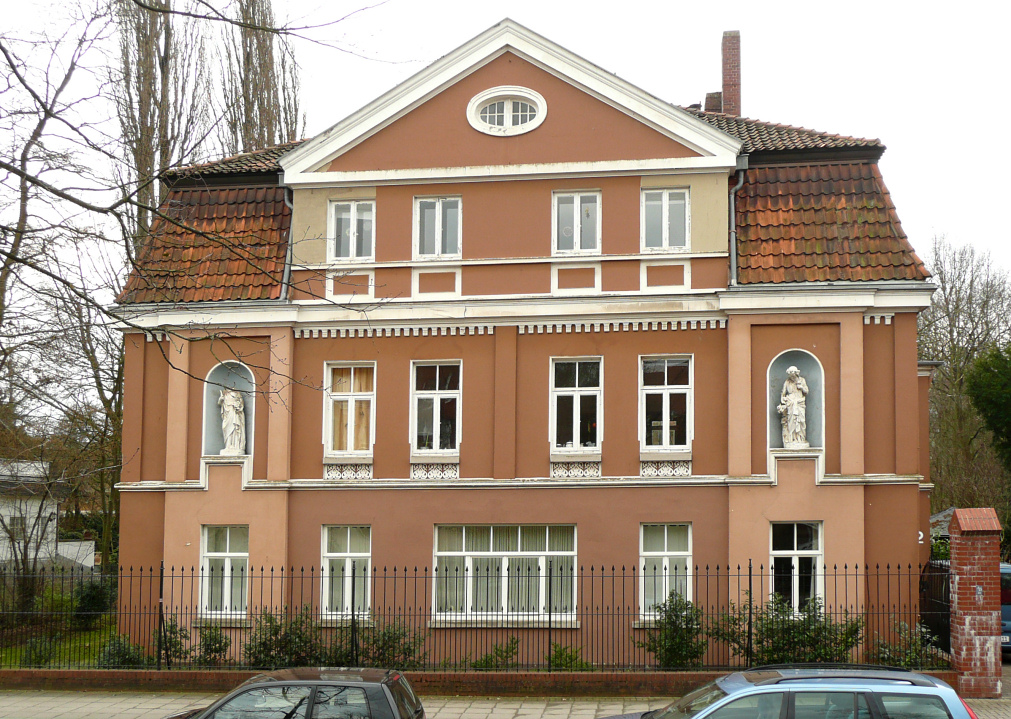
Frühere Direktorenvilla
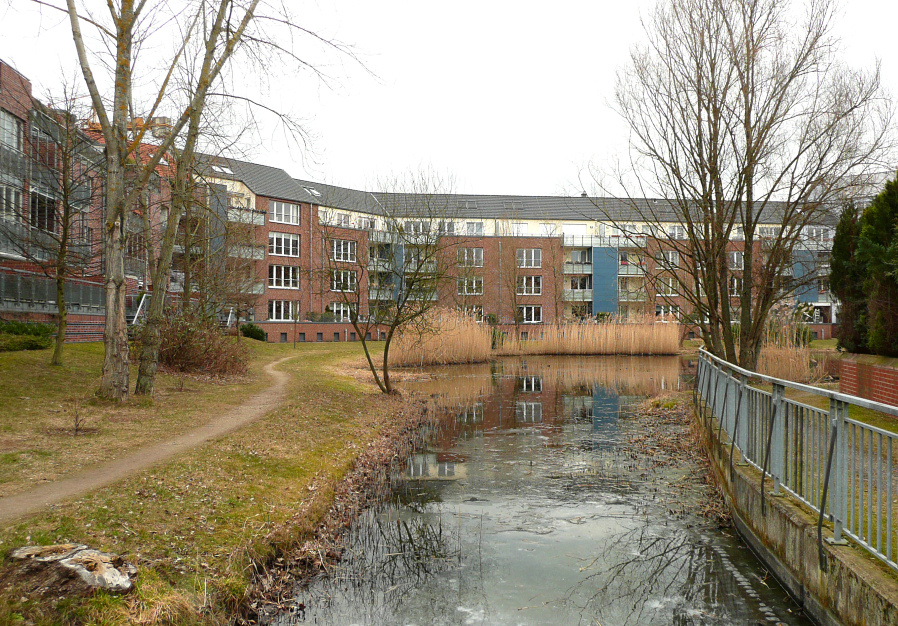
Wohnbebauung auf der Leineinsel